# Richmondshire
Richmondshire es un distrito no metropolitano del condado de Yorkshire del Norte (Inglaterra). Fue constituido el 1 de abril de 1974 bajo la Ley de Gobierno Local de 1972 como una fusión del antiguo municipio de Richmond, los distritos rurales de Aysgarth, Leyburn, Reeth y Richmond, y parte del también distrito rural de Croft.

## Geografía
Según la Oficina Nacional de Estadística británica, Richmondshire tiene una superficie de 1318,67 km².

## Demografía
Según el censo de 2001, Richmondshire tenía 47 010 habitantes (51,62% varones, 48,38% mujeres) y una densidad de población de 35,65 hab/km². El 19,57% eran menores de 16 años, el 73,51% tenían entre 16 y 74, y el 6,92% eran mayores de 74. La media de edad era de 38,26 años. 
Según su grupo étnico, el 98,25% de los habitantes eran blancos, el 0,48% mestizos, el 0,92% asiáticos, el 0,12% negros, el 0,11% chinos, y el 0,12% de cualquier otro. La mayor parte (93,99%) eran originarios del Reino Unido. El resto de países europeos englobaban al 3,36% de la población, mientras que el 0,43% había nacido en África, el 1,66% en Asia, el 0,3% en América del Norte, el 0,03% en América del Sur, el 0,2% en Oceanía, y el 0,03% en cualquier otro lugar. El cristianismo era profesado por el 81,98%, el budismo por el 0,27%, el hinduismo por el 0,66%, el judaísmo por el 0,07%, el islam por el 0,05%, el sijismo por el 0,01%, y cualquier otra religión por el 0,14%. El 10,44% no eran religiosos y el 6,38% no marcaron ninguna opción en el censo.
El 40,13% de los habitantes estaban solteros, el 46,46% casados, el 1,93% separados, el 5,46% divorciados y el 6,03% viudos. Había 18 125 hogares con residentes, de los cuales el 24,48% estaban habitados por una sola persona, el 7,99% por padres solteros con o sin hijos dependientes, el 66,09% por parejas (58,79% casadas, 7,3% sin casar) con o sin hijos dependientes, y el 1,43% por múltiples personas. Además, había 1230 hogares sin ocupar y 1131 eran alojamientos vacacionales o segundas residencias.